# نقدی (هوراند)
نقدی یکی از روستاهای استان آذربایجان شرقی است که در دهستان دودانگه شهرستان هوراند واقع شده‌است. این روستا ۱۶۲ نفر جمعیت دارد.